# Art Van Damme
Art Van Damme (Norway, Michigan, 1920. április 9. – Roseville, Kalifornia, 2010. február 15.) amerikai dzsesszharmonika-művész.

## Életpályája
A Michigan állambeli Norwayben született. Kilencéves korában kezdett el harmonikán tanulni és játszani, mikor családjával Chicagóba költöztek. 1941-ben csatlakozott Ben Bernie zenekarához, ahol többek között Benny Goodman zenéit szólaltatta meg harmonikán. 1945 és 1960 között az NBC Universalnál dolgozott számos produkcióban: The Dinah Shore Show, Tonight, The Dave Garroway Show és egyéb rádió- és tévéműsorban Garroway-jel. Volt saját műsora az NBC-nél, a 130 részből álló 15 perces rovat, The Art Van Damme Show.
A harmonikás számos koncertsorozatot adott Európában, és népszerű volt a dzsesszt kedvelő japánok körében is, ahol rendszeresen megnyerte a hazai Down Beat olvasói szavazást a hangszerével.
Van Damme házasságából három gyerek született. Nyugdíjas éveitől élete végéig a kaliforniai Roseville-ben élt. 2010-ben, 89 éves korában hunyt el, tüdőgyulladásban.

## Diszkográfia
- 1950 Cocktail Capers (Capitol, CC-105 [78rpm 3-disc album set]/H-178 [10" LP]/T-178 [12" LP])
- 1952 More Cocktail Capers (Capitol, H-300 [10" LP]/T-300 [12" LP])
- 1953 Martini Time (Columbia, CL-6265 [10" LP]/CL-630 [12" LP])
- 1954 The Van Damme Sound (Columbia, CL-544 [12" LP])
- 1956 House Party (Columbia, CL-2585 [10" LP])
- 1956 Manhattan Time (Columbia, CL-801)
- 1956 The Beguiling Miss Frances Bergen (w/Art Van Damme Quintet) (Columbia, CL-873)
- 1956 The Art Of Van Damme (Columbia, CL-876) (Philips, B-07189-L)
- 1957 Once Over Lightly (w/Jo Stafford) (Columbia, CL-968) (Philips, B-07241-L)
- 1958 They're Playing Our Song: Fifty Years Of Hit Songs (Columbia, C2L-7) 2LP
- 1959 Everything's Coming Up Music (Columbia, CL-1382/CS-8177)
- 1961 Accordion à la Mode (Columbia, CL-1563/CS-8363)
- 1962 Art Van Damme Swings Sweetly (Columbia, CL-1794/CS 8594)
- 1963 A Perfect Match (w/Johnny Smith) (Columbia, CL-2013/CS-8813)
- 1964 Septet: The New Sound Of Art Van Damme (Columbia, CL-2192/CS-8992)
- 1965 Lover Man! (Pickwick, SPC-3009) compilation
- 1967 Music For Lovers (Harmony, HL-7439/HS-11239) compilation
- 1966 With Art Van Damme In San Francisco (MPS, MPS 15073) (SABA, SB 15073 ST)
- 1967 The Gentle Art Of Art (MPS, MPS 15114) (SABA, SB 15114 ST)
- 1967 Ecstasy (MPS, MPS 15115) (SABA, SB 15115 ST)
- 1968 Lullaby In Rhythm (MPS, MPS 15171)
- 1968 Art In The Black Forest (MPS, MPS 15172)
- 1969 On The Road (MPS, MPS 15235)
- 1969 Art And Four Brothers (MPS, MPS 15236)
- 1970 Blue World (MPS, MPS 15277) (Pausa, PR-7027)
- 1970 Keep Going (MPS, MPS 15278) (Pausa, PR-7104)
- 1972 The Many Moods Of Art (MPS/BASF, MC 25113) 2LP
- 1973 Star Spangled Rhythm (MPS/BASF, MC 25157) 2LP
- 1973 Squeezing Art & Tender Flutes (MPS, MPS 15372) (Pausa, PR-7126)
- 1973 Art Van Damme with Strings (MPS, MPS 15412) reissued in 1979
- 1974 Invitation (w/The Singers Unlimited) (MPS, MPS 15411) (Pausa, PR-7066)
- 1978 By Request (Sonic Arts, LS-12)
- 1979 Art In Sweden (Great Music Production, GLP-7915)
- 1980 Live In Finland (Finlandia, NEA-LP-44)
- 1981 Art & Liza (w/Liza Matson) (Svenska Media AB, SMTE-5003)
- 1982 Art Van Damme * In Norway (CBS)
- 1983 Pa Kungliga Djurgarden (Pi, PLP-005)
- 1983 Art Van Damme And Friends (Pausa, PR-7151)
- 1986 Art (Intersound, ISST-201)
- 1995 Two Originals: Keep Going/Blue World (MPS, MPS 529093 CD) reissues
- 1998 The Van Damme Sound/Martini Time (Collectables, 5870 CD) reissues
- 1999 Once Over Lightly/Manhattan Time (Collectors Choice Music, CCM-482 CD) reissues
- 2000 Accordion à la Mode/A Perfect Match (Collectables, 6633 CD) reissues
- 2000 State Of Art (MPS, MPS 841413 CD)
- 2006 Swinging The Accordion On MPS (MPS, MPS 06024 98165812 CD) 5-CD box set
- 2010 So Nice! (MPS, MPS 06025 27528595 CD)

## Fordítás
Ez a szócikk részben vagy egészben a Art Van Damme című angol Wikipédia-szócikk ezen változatának fordításán alapul.  Az eredeti cikk szerkesztőit annak laptörténete sorolja fel. Ez a jelzés csupán a megfogalmazás eredetét és a szerzői jogokat jelzi, nem szolgál a cikkben szereplő információk forrásmegjelöléseként.